# Плясицыно
Плясицыно — деревня в Камешковском районе Владимирской области России, входит в состав Сергеихинского муниципального образования.

## География
Деревня расположена в 1 км на юго-восток от центра поселения деревни Сергеиха и в 18 км на северо-запад от райцентра города Камешково.

## История
В XIX — первой четверти XX века деревня входила в состав Филяндинской волости Ковровского уезда, с 1926 года — в составе Тынцовской волости. В 1859 году в деревне числилось 24 дворов, в 1905 году — 60 дворов, в 1926 году — 71 дворов.
С 1929 года деревня входила в состав Сауловского сельсовета Ковровского района, с 1940 года — в составе Сергеихинского сельсовета Камешковского района, с 2005 года — в составе Сергеихинского муниципального образования.

## Население
| 1859 | 1905 | 1926 |
| ---- | ---- | ---- |
| 163  | 323  | 368  |

| 1859 | 1905 | 1926 | 2002 | 2010 | 2021 |
| ---- | ---- | ---- | ---- | ---- | ---- |
| 163  | ↗323 | ↗368 | ↘129 | ↘85  | ↗89  |